# Brooktree Park
Brooktree Park – jednostka osadnicza w Stanach Zjednoczonych, w stanie Dakota Północna, w hrabstwie Cass.